# Пол Гранч
Пол Гранч (шпа. Pol Granch, Мадрид, 4. април 1998) је шпански певач, текстописац и глумац који се прославио победом у шпанској верзији програма Икс Фактор. Ван Шпаније је најпознатији по улози у тинејџерској серији Елитна школа.

## Биографија
Рођен је у Мадриду као Пабло Гранжин Саез, од оца Француза и мајке Шпањолке. Победио је трећу сезону Икс Фактора 2018. године након чега је објавио свој први сингл Late. Објавио је два студијска албума и један ЕП. Глумио је француског принца Филипа у серији Елитна школа.

## Дискографија

### Албуми
- Pol Granch (ЕП) (2019)[3]
- Tengo Que Calmarme (2020)
- Amor Escupido (2022)

### Синглови
- Late (Касно)
- Perdón por las horas (Опрости за сате)
- Desastre (Пропаст)
- Te Quiodio (Мрзим те)
- M conformo (Слажем се)
- En llamas (У пламену)
- Millonario (Милионер)
- Tengo que calmarme (Морам да се смирим)
- Chocolatito (Чоколадица)
- Tiroteo (Пуцањ)
- No pegamos (Не ударајмо се)
- Lüky Charm (Срећна амајлија)
- De Colegio (Из школе)
- Kriño
- No Te Bastó, Mi Corazón (Није ти било довољно, срце моје)
- solo x ti (само ти)
- Platicamos (Разговарајмо)
- Nena (Мала)
- Que Todo Sea Probar (Нека покушамо све)[4]